# Південнокорейська вона
Південнокорейська во́на (кор. 원 або кор. 圓; код: KRW; символ: ₩) — офіційна валюта Південної Кореї. В обігу перебувають монети номіналом 10, 50, 100 і 500 вон та банкноти 1 тис., 5 тис., 10 тис. і 50 тис. вон. Центральний банк - Банк Кореї.
За даними Банку міжнародних розрахунків, південнокорейська вона входить в топ-20 найпоширеніших за часткою торгівлі валют у світі.

## Історія
Паперові банкноти вперше з'явилися в Кореї у 1910 році — в обіг увійшли купюри номіналом 1 вон.
Після окупації Кореї Японією основною грошовою одиницею в країні була єна, назва якої звучала корейською як «вона». У той час єна складала приблизно один долар і ділилася на монети менших номіналів, які в Японії мали назву «сіна», а в Кореї — «чона». Центральний банк Кореї, який контролювала японська колоніальна адміністрація, займався емісією валюти, що діяла в Кореї. В обігу перебували купюри номіналом 1, 5, 10 і 100 вон.
У 1945 році радянські війська використовували гроші («вони»), які друкувалися в СРСР. Вони являли собою банкноти номіналом 1, 5, 10 і 100 вон військового випуску.
Власна валюта Південної Кореї була випущена лише у 1950 році. На цих купюрах був зображений портрет першого південнокорейського президента Лі Синмана, який правив у той час. Його зображення залишалося на корейських купюрах до квітня 1960 року, поки Лі Синман не був скинутий в результаті «Квітневої революції». Національна валюта періоду Першої Республіки відрізнялася великою кількістю ієрогліфіки. Китайські ієрогліфи використовувалися для написання практично всіх текстів на купюрах того часу. Згодом тексти на корейських банкнотах були виконані корейською мовою, а час від часу зустрічалися і написи англійською.
Національна валюта Південної Кореї не завжди позначалася терміном «вона». У період з 1953 по 1962 роки вона мала назву «хвана».

### Сучасна історія
Сьогодні на території країни в обігу перебувають купюри номіналом 1 тис., 5 тис., 10 тис. та 50 тис. вон. Також використовуються банківські чеки номіналом від 100 тис. вон і більше (при розрахунках чеком на його зворотному боці необхідно написати номер паспорта власника, а також адресу і телефон в Кореї).
У 2006 році гостро постала проблема підробки банкнот Банку Кореї. Наприклад, банкнота 5000 вон у 50% випадків — підробка. Це змусило уряд вводити нову серію банкнот, зі зміною, в першу чергу, банкноти 5000 вон. Пізніше, у 2007 році, були випущені банкноти 1000 і 10000 вон. Сучасні банкноти охоплюють понад 10 функцій захисту в кожному номіналі. Багато сучасні функції захисту, які можна знайти в євро, фунті стерлінгів, канадському доларі, японській єні, використані в південнокорейських вонах.
23 червня 2009 року Банк Кореї випустив банкноту 50000 вон. На лицьовій стороні зображений портрет Шин Саймдан, відомої художниці XVI ст., каліграфістки і матері корейського вченого Юльгока, якого зображено на банкноті 5000 вон. Це перша корейська банкнота на якій зображений портрет жінки.

## Монети
До 1966 року єдиними монетами, що були в обігу, були 10 і 50 хван, які використовувались як 1 і 5 вон відповідно. Нові монети, з номіналом у вонах, були випущені Банком Кореї 16 серпня 1966 року. Це були 1, 5 і 10 вон.  У  цих монетах вперше було використано не корейський календар, а дати, від початку нашої ери. Монети 10 і 50 хван були вилучені з обігу 22 березня 1975 року.
У 1968 році монета номіналом  1 вон виготовлена з латуні була замінена на алюмінієвий аналог, оскільки вартість її виробництва почала перевищувати номінал. З метою подальшої економії при карбуванні монет, у 1970 році були випущені нові монети 5 і 10 вон з латуні замість бронзи. В той же рік з обігу виведена мідно-нікелева монета 100 вон, а у 1972 році — 50 вон.
12 червня 1982 року, через інфляцію та через зростаючу популярність торговельних автоматів, в обіг було введено монету номіналом 500 вон. У січні 1983 року, з метою стандартизації монетного ряду, було випущено нову серію монет: 1, 5, 10, 50 і 100 вон. Монети були виконані  в тому ж стилі, що і 500 вон, але зі збереженням тем старих монет.
| Зображення | Зображення | Номінал (вон) | Діаметр (мм) | Маса (г) | Товщина (мм) | Матеріал                                        | Гурт      | Аверс                                  | Реверс                               | Дати              | Дати                               | Дати          |
| Аверс      | Реверс     | Номінал (вон) | Діаметр (мм) | Маса (г) | Товщина (мм) | Матеріал                                        | Гурт      | Аверс                                  | Реверс                               | випуску           | карбування                         | вилучення     |
| ---------- | ---------- | ------------- | ------------ | -------- | ------------ | ----------------------------------------------- | --------- | -------------------------------------- | ------------------------------------ | ----------------- | ---------------------------------- | ------------- |
|            |            | 1             | 17,2         | 1,70     | 1,14         | латунь 60 % мідь 40 % цинк                      | гладкий   | Гібіск сирійський, номінал, назва банк | номінал, назва банку, рік карбування | 16 серпня 1966    | 1966, 1967                         | 1 грудня 1980 |
|            |            | 1             | 17,2         | 0,73     | 1,54         | алюміній                                        | гладкий   | Гібіск сирійський, номінал, назва банк | номінал, назва банку, рік карбування | 26 серпня 1968    | 1968—1970, 1974—1982               | 1992          |
|            |            | 1             | 17,2         | 0,73     | 1,2          | алюміній                                        | гладкий   | гібіск сирійський, номінал             | номінал, назва банку, рік карбування | 15 січня 1983     | 1983—1985, 1987—1991, с 1995       | в обігу       |
|            |            | 5             | 20,4         | 3,90     | 1,48         | Бронза 88 % мідь 12 % цинк                      | гладкий   | Кобуксон, номінал, назва банку         | номінал, назва банку, рік карбування | 16 серпня 1966    | 1966                               | 1992          |
|            |            | 5             | 20,4         | 2,95     | 1,33         | латунь 65 % медь 35 % цинк                      | гладкий   | Кобуксон, номінал, назва банку         | номінал, назва банку, рік карбування | 16 липня 1970     | 1970—1972, 1978—1982               | 1992          |
|            |            | 5             | 20,4         | 2,95     | 1,33         | латунь 65 % медь 35 % цинк                      | гладкий   | Кобуксон, номінал                      | номінал, назва банку, рік карбування | 15 січня 1983     | 1983, 1987—1991, 1995—1997, с 1999 | в обігу       |
|            |            | 10            | 22,9         | 4,22     | 1,45         | бронза 88 % мідь 12 % цинк                      | гладкий   | Таботхап, номінал, назва банку         | номінал, назва банку, рік карбування | 16 августа 1966   | 1966—1970                          | в обігу       |
|            |            | 10            | 22,9         | 4,06     | 1,4          | латунь 65 % мідь 35 % цинк                      | гладкий   | Таботхап, номінал, назва банку         | номінал, назва банку, рік карбування | 16 липня 1970     | 1970—1975, 1977—1982               | в обігу       |
|            |            | 10            | 22,9         | 4,06     | 1,43         | латунь 65 % мідь 35 % цинк                      | гладкий   | Таботхап, номінал                      | номінал, назва банку, рік карбування | 15 січня 1983     | 1983, 1985—2009                    | в обігу       |
|            |            | 10            | 18,0         | 1,22     | 1,2          | алюміній, вкритий міддю 48 % мідь 52 % алюміній | гладкий   | Таботхап, номінал                      | номінал, назва банку, рік карбування | 18 грудня 2006    | з 2006                             | в обігу       |
|            |            | 50            | 21,6         | 4,16     | 1,6          | 70 % мідь 18 % цинк 12 % нікель                 | рубчастий | квітка рису, номінал                   | номінал, назва банку, рік карбування | 1 грудня 1972     | 1972—1974, 1977—1982               | в обігу       |
|            |            | 50            | 21,6         | 4,16     | 1,52         | 70 % мідь 18 % цинк 12 % нікель                 | рубчастий | квітка рису, номінал                   | номінал, назва банку, рік карбування | 15 січня 1983     | 1983—1985, з 1987                  | в обігу       |
|            |            | 100           | 24,0         | 5,42     | 1,6          | Мідно-нікелевий сплав 75 % мідь 25 % нікель     | рубчастий | Лі Сунсін, номінал, назва банку        | номінал, рік карбування              | 30 листопада 1970 | 1970—1975, 1977—1982               | в обігу       |
|            |            | 100           | 24,0         | 5,42     | 1,6          | Мідно-нікелевий сплав 75 % мідь 25 % нікель     | рубчастий | Лі Сунсін, номінал                     | номінал, назва банку, рік карбування | 15 січня 1983     | з 1983                             | в обігу       |
|            |            | 500           | 26,5         | 7,70     | 2            | Мідно-нікелевий сплав 75 % мідь 25 % нікель     | рубчастий | Журавель, номінал                      | номінал, назва банку, рік карбування | 12 червня 1982    | 1982—1984, 1987—1997, с 1999       | в обігу       |

## Банкноти

### Серія 1950—1953 років
| Зображення | Зображення | Номінал  | Розміри | Основні кольори | Опис       | Опис                  | Дати           | Дати           |
| Аверс      | Реверс     | Номінал  | Розміри | Основні кольори | Аверс      | Реверс                | друку          | вилучення      |
| ---------- | ---------- | -------- | ------- | --------------- | ---------- | --------------------- | -------------- | -------------- |
|            |            | 100 вон  | 158×78  | коричневий      | Кванхвамун | Номінал               | 22 липня 1950  | 17 лютого 1953 |
|            |            | 500 вон  | 145×61  | синій           | Лі Син Ман | пагода Гонвон у Сеулі | 10 жовтня 1952 | 17 лютого 1953 |
|            |            | 1000 вон | 171×78  | зелений         | Лі Син Ман | Номінал               | 22 липня 1950  | 17 лютого 1953 |
|            |            | 1000 вон | 145×61  | синій           | Лі Син Ман | пагода Гонвон у Сеулі | 10 жовтня 1952 | 17 лютого 1953 |

### Серія 1962 року (Thomas De La Rue)
| Зображення                                   | Зображення | Номінал (вон) | Розміри (мм) | Основні кольори | Опис                                          | Опис               | Дати          | Дати           |
| Аверс                                        | Реверс     | Номінал (вон) | Розміри (мм) | Основні кольори | Аверс                                         | Реверс             | друку         | вилучення      |
| -------------------------------------------- | ---------- | ------------- | ------------ | --------------- | --------------------------------------------- | ------------------ | ------------- | -------------- |
|                                              |            | 1             | 94×50        | рожевий         | символ Банку Кореї                            | номінал            | 10 липня 1962 | 20 травня 1970 |
|                                              |            | 5             | 94×50        | синій           | символ Банку Кореї                            | номінал            | 10 липня 1962 | 1 травня 1969  |
|                                              |            | 10            | 108×54       | зелений         | символ Банку Кореї                            | номінал            | 10 липня 1962 | 1 вересня 1962 |
|                                              |            | 50            | 156×66       | помаранчевий    | кам'яний острів Хегимган поряд з містом Кодже | смолоскип, номінал | 10 липня 1962 | 20 травня 1970 |
|                                              |            | 100           | 156×66       | зелений         | ворота незалежності                           | смолоскип, номінал | 10 липня 1962 | 14 лютого 1969 |
|                                              |            | 500           | 156×66       | сірий           | Суннемун                                      | смолоскип, номінал | 10 липня 1962 | 3 лютого 1967  |
| Масштаб зображень — 1,0 пікселя на міліметр. |            |               |              |                 |                                               |                    |               |                |

## Серія 1962—1969 (KOMSCO)
| Зображення                                   | Зображення | Номінал  | Розміри (мм) | Основні кольори            | Опис                                       | Опис                                        | Дати             | Дати           |
| Аверс                                        | Реверс     | Номінал  | Розміри (мм) | Основні кольори            | Аверс                                      | Реверс                                      | друку            | вилучення      |
| -------------------------------------------- | ---------- | -------- | ------------ | -------------------------- | ------------------------------------------ | ------------------------------------------- | ---------------- | -------------- |
|                                              |            | 10 чонів | 90×50        | синий                      | Напис «Банк Кореї» та номінал (корейською) | Напис «Банк Кореї» та номінал (англійською) | 1 грудня 1962    | 1 грудня 1980  |
|                                              |            | 50 чонів | 90×50        | коричневий                 | Напис «Банк Кореї» та номінал (корейською) | Напис «Банк Кореї» та номінал (англійською) | 1 грудня 1962    | 1 грудня 1980  |
|                                              |            | 10 вон   | 140×63       | фіолетовий                 | Чхомсонде                                  | Кобуксон                                    | 21 вересня 1962  | 30 жовтня 1973 |
|                                              |            | 50 вон   | 149×64       | зелений помаранчевий синій | пагода Гонвон у Сеулі                      | сигнальний вогонь, Гібіск сирійський        | 21 травня 1969   | 30 жовтня 1973 |
|                                              |            | 100 вон  | 156×66       | зелений                    | ворота незалежності                        | павільйон Кьонхору у Кьонбоккуні            | 1 листопада 1962 | 30 жовтня 1973 |
|                                              |            | 100 вон  | 156×66       | зелений                    | Седжон Великий                             | головна будівля Банку Кореї                 | 14 серпня 1965   | 1 грудня 1980  |
|                                              |            | 500 вон  | 165×73       | коричневий                 | Суннемун                                   | Кобуксон                                    | 16 серпня 1966   | 10 травня 1975 |
| Масштаб зображень — 1,0 пікселя на міліметр. |            |          |              |                            |                                            |                                             |                  |                |

## Серія 1972—1973 років
| Зображення | Зображення | Номінал | Розміри     | Основні кольори | Опис                              | Опис                        | Опис         | Дата          | Дата              | Зазначення серії |
| Аверс      | Реверс     | Номінал | Розміри     | Основні кольори | Аверс                             | Реверс                      | Водяний знак | друку         | вилучення         | Зазначення серії |
| ---------- | ---------- | ------- | ----------- | --------------- | --------------------------------- | --------------------------- | ------------ | ------------- | ----------------- | ---------------- |
|            |            | ₩5000   | 167 × 77 мм | Коричневий      | Лі І                              | Головна будівля Банку Кореї |              | 1 липня 1972  | 1 грудня 1980     | Серія I (가)     |
|            |            | ₩10 000 | 171 × 81 мм | Коричневий      | Седжон Великий, Гібіск сирійський | Кинджонджон у Кьонбоккуні   |              | 12 липня 1973 | 10 листопада 1981 | Серія I (가)     |

## Серія 1973—1979 років
| Зображення | Зображення | Номінал | Розміри     | Основні кольори    | Опис                             | Опис                                                | Опис         | Дата           | Дата           | Зазначення серії |
| Аверс      | Реверс     | Номінал | Розміри     | Основні кольори    | Аверс                            | Реверс                                              | Водяний знак | друку          | вилучення      | Зазначення серії |
| ---------- | ---------- | ------- | ----------- | ------------------ | -------------------------------- | --------------------------------------------------- | ------------ | -------------- | -------------- | ---------------- |
|            |            | ₩500    | 159 × 69 мм | Зелений та рожевий | Лі Сунсін, Кобуксон              | Мавзолей Лі Сунсіна                                 | Немає        | 1 вересня 1973 | 12 травня 1993 | Серія III (다)   |
|            |            | ₩1000   | 163 × 73 мм | Фіолетовий         | Лі Хван, Гібіск сирійський       | Конфуціанська школа Досан                           |              | 14 серпня 1975 | 12 травня 1993 | Серія I (가)     |
|            |            | ₩5000   | 167 × 77 мм | Помаранчевий       | Лі І                             | Очжукхон у Каннині                                  |              | 1 червня 1977  | 12 травня 1993 | Серія II (나)    |
|            |            | ₩10 000 | 171 × 81 мм | Зелений            | Седжон Великий, водяний годинник | Павільйон Кьонхору у Кьонбоккуні, Гібіск сирійський |              | 15 червня 1979 | 12 травня 1993 | Серія II (나)    |

## Серія 1983—2002 років
| Зображення | Зображення | Номінал | Розміри     | Основні кольори | Опис                             | Опис                             | Опис                                         | Дата           | Зазначення серії |
| Аверс      | Реверс     | Номінал | Розміри     | Основні кольори | Аверс                            | Реверс                           | Водяний знак                                 | друку          | Зазначення серії |
| ---------- | ---------- | ------- | ----------- | --------------- | -------------------------------- | -------------------------------- | -------------------------------------------- | -------------- | ---------------- |
|            |            | ₩1000   | 151 × 76 мм | Фіолетовий      | Лі Хван                          | Конфуціанська школа Досан        | Перевернутий портрет                         | 11 червня 1983 | Серія II (나)    |
|            |            | ₩5000   | 156 × 76 мм | Помаранчевий    | Лі І                             | Очжукхон у Каннині               | Перевернутий портрет                         | 11 червня 1983 | Серія III (다)   |
|            |            | ₩5000   | 156 × 76 мм | Помаранчевий    | Лі І                             | Очжукхон у Каннині               | Перевернутий портрет                         | 12 червня 2002 | Серія IV (라)    |
|            |            | ₩10 000 | 161 × 76 мм | Зелений         | Седжон Великий, водяний годинник | Павільйон Кьонхору у Кьонбоккуні | Перевернутий портрет                         | 8 жовтня 1983  | Серія III (다)   |
|            |            | ₩10 000 | 161 × 76 мм | Зелений         | Седжон Великий, водяний годинник | Павільйон Кьонхору у Кьонбоккуні | Перевернутий портрет                         | 20 січня 1994  | Серія IV (라)    |
|            |            | ₩10 000 | 161 × 76 мм | Зелений         | Седжон Великий, водяний годинник | Павільйон Кьонхору у Кьонбоккуні | Перевернутий портрет, Прапор Південної Кореї | 19 червня 2000 | Серія V (마)     |

## Серія 2006—2007 років
| Зображення | Зображення | Номінал | Розміри     | Основний колір        | Опис                                                                           | Опис                                                                                               | Опис                          | Дата           | Зазначення серії |
| Аверс      | Реверс     | Номінал | Розміри     | Основний колір        | Аверс                                                                          | Реверс                                                                                             | Водяний знак                  | друку          | Зазначення серії |
| ---------- | ---------- | ------- | ----------- | --------------------- | ------------------------------------------------------------------------------ | -------------------------------------------------------------------------------------------------- | ----------------------------- | -------------- | ---------------- |
|            |            | ₩1000   | 136 × 68 мм | Синій                 | Лі Хван, Мьоннюндан в університеті Сонгюнгван, квітка сливи                    | Зображення конфуціанської академії «Тосан», заснованої Лі Хваном                                   | Перевернутий портрет, номінал | 22 січня 2007  | Серія III (다)   |
|            |            | ₩5000   | 142 × 68 мм | Червоний і жовтий     | Лі І, Очжукхон у Каннині, чорний бамбук                                        | Дві картини Сін Саімдан, матері філософа Лі І                                                      | Перевернутий портрет, номінал | 2 січня 2006   | Серія V (마)     |
|            |            | ₩10 000 | 148 × 68 мм | Зелений               | Седжон Великий, «Ода про дракона, що летить у небо», зображення «Ірвольопондо» | Небесний глобус XV століття, телескоп обсерваторії на горі Бохьон, карта зоряного неба XV століття | Перевернутий портрет, номінал | 22 січня 2007  | Серія VI (바)    |
|            |            | ₩50 000 | 154 × 68 мм | Помаранчевий і жовтий | Сін Саімдан, картини «Виноград» і «Трава і комахи» (автор Сін Саімдан)         | Картина «Цвітіння сливи у місячну ніч» (автор О Мон Рьон), картина «Бамбук» (автор О Чжон)         | Перевернутий портрет, номінал | 23 червня 2009 | Серія VI (바)    |

## Ювілейна банкнота 2017 року
Банкнота присвячена проведенню у країні Зимової Олімпіади та Паралімпіади у 2018 році.
| Зображення      | Номінал | Розміри     | Основні кольори | Опис | Опис                                                                                           | Опис                              | Дата           | Зазначення серії |
| Аверс та Реверс | Номінал | Розміри     | Основні кольори | Аверс | Реверс                                                                                         | Водяний знак                      | друку          | Зазначення серії |
| --------------- | ------- | ----------- | --------------- | --- | ---------------------------------------------------------------------------------------------- | --------------------------------- | -------------- | ---------------- |
|                 | ₩2000   | 140 × 75 мм | Сірий           | Сім зимових видів спорту (біатлон, хокей, керлінг, ковзанярський спорт, стрибки з трампліна, санний спорт і бобслей) | Сонхаменходо (картина з зображенням тигра і сосни, створена художником часів Чосон Кім Хон До) | Олімпійський стадіон у Пхьончхані | 11 грудня 2017 | Серія I (가)     |

## Валютний курс
Південнокорейська вона має режим вільного плавання валютного курсу. Значне знецінення вони відбувалося внаслідок Азійської фінансової кризи 1997 року та Глобальної фінансової кризи 2008 року. Хоча в обидвох випадках, за деякий час, південнокорейська валюта повертала значні частини втрачених позицій.